# Urs Marti
Urs Marti (Coira, 28 giugno 1967) è un politico e imprenditore svizzero, sindaco di Coira dal 2012.

## Biografia
È il fratello maggiore dell'attore Beat Marti.
Ha alcune società, una di intermediazione immobiliare ed una che gestisce bar e ristoranti, la cui guida ha lasciato dopo l'elezione a sindaco.
Nel 2000 venne eletto nel Gran Consiglio del Canton Grigioni nelle file del Partito Liberale Radicale. Nel 2012 venne eletto sindaco di Coira, venendo confermato 4 anni dopo per un secondo mandato.